# Ścieki komunalne
Ścieki komunalne – ścieki bytowe lub ich mieszanina ze ściekami przemysłowymi lub wodami opadowymi.